# Han van Kooten

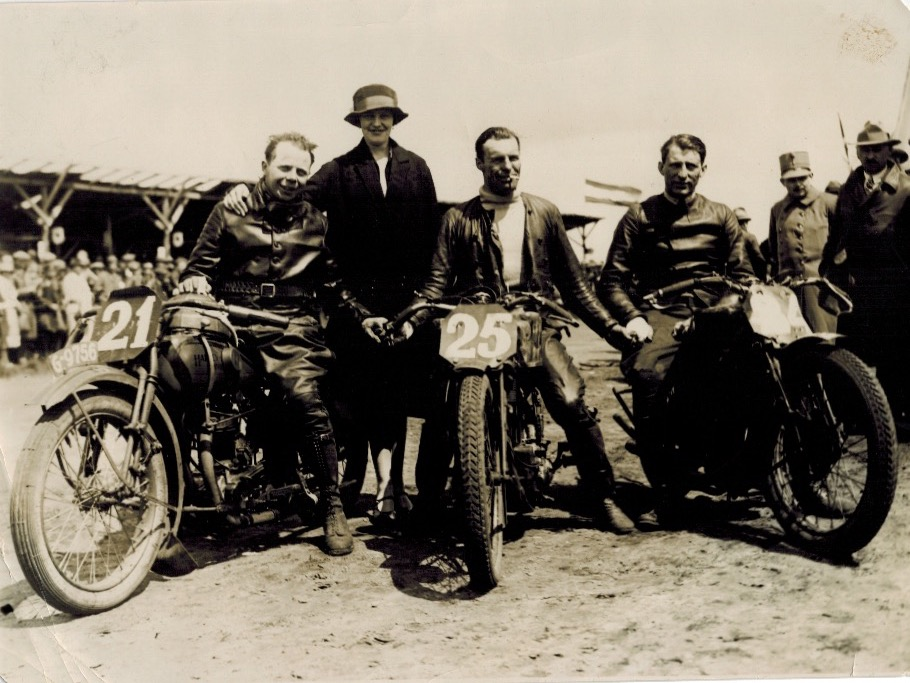
Winnaar Han van Kooten van de TT van Assen in de 350 cc klasse met zijn Harley Davidson, links op de foto met nummer 21

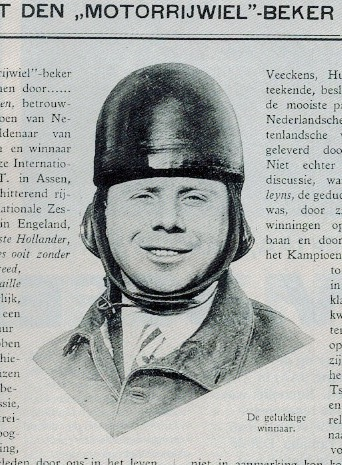
Portret van J.J. (Han) van Kooten

Johannes Jacobus (Han) van Kooten (Haarlemmermeer, 10 mei 1898 - Haarlem, 13 december 1986) was een Nederlands motorcoureur en ondernemer. In 1925 nam hij deel aan de eerste TT Assen. In 1927 werd hij in Assen internationaal kampioen in de 350cc-klasse